# Surdo

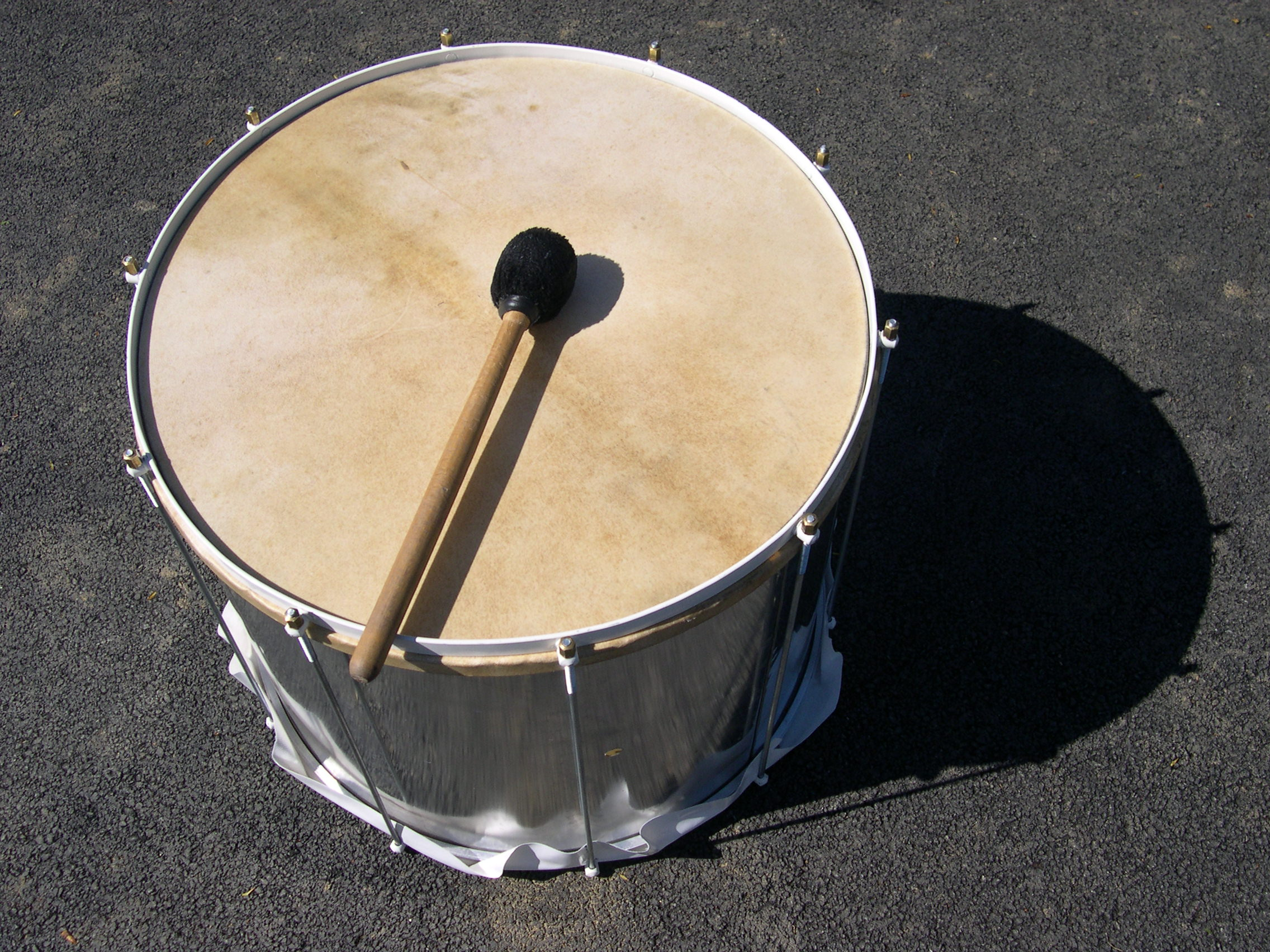
22" surdo med naturskinn.

Surdo är en stor bastrumma som främst används i sambaorkestrar i Brasilien. En surdo är oftast i storleken 16",22", 24", 26" eller 29" med ett djup av 60 cm eller i vissa regioner i Brasilien 50 cm. En surdo är byggd i trä eller metall (oftast aluminium). En surdo bärs med hjälp av ett bälte antingen runt midjan eller med ett axelbälte.